# Phum Viphurit
Viphurit Siritip (em tailandês: วิภูริศ ศิริทิพย์; Bancoque, 16 de agosto de 1995), conhecido por seu apelido Phum (ภูมิ), é um cantor e compositor tailandês. Ele alcançou fama internacional em 2018 com seu single "Lover Boy". Sua música demonstra influências de vários gêneros, especialmente neo soul.

## Biografia
Viphurit nasceu em Bangkok, na Tailândia. Seu pai é arquiteto, enquanto sua mãe é designer gráfica. Viphurit mudou-se para Hamilton, uma pequena cidade ao sul de Auckland, Nova Zelândia, quando ele tinha 9 anos. Ele conseguiu seu primeiro instrumento lá; um tambor que ele desejava desde pequeno. No entanto, Viphurit foi forçado a parar de tocar bateria e começou a tocar guitarra, já que o som da bateria estava perturbando os vizinhos. Viphurit voltou para a Tailândia quando tinha 18 anos para estudar no Mahidol University International College. (em tailandês:วิทยาลัยนานาชาติ มหาวิทยาลัยมหิดล)
Na Tailândia, Viphurit tornou-se conhecido por suas músicas originais e cover no YouTube, e assinou com a gravadora independente Rat Records. Ele lançou seu primeiro álbum, Manchild, em 2017. Seus dois singles, "Long Gone" e "Lover Boy", renderam reconhecimento internacional à medida que seus vídeos de música se espalhavam online. Ele fez uma turnê internacional em 2018, atuando em Hong Kong, Taiwan, Coreia do Sul, Japão, Polônia, Alemanha, Inglaterra, França, Suíça, Itália, Países Baixos, Estados Unidos, Indonésia, Malásia, Filipinas e Singapura.

## Discografia

### Álbuns de estúdio
| Título   | Detalhes |
| -------- | --- |
| Manchild | - Lançamento: 4 de fevereiro de 2017 - Gravadora: Rat Terrier, Earthtone Records, Lirico - Formatos: CD, LP, download digital, streaming online |

### Extended plays
| Título                          | Detalhes                                                                                             |
| ------------------------------- | --- |
| Bangkok Balter Club             | - Lançamento: 8 de setembro de 2019 - Gravadora: Rat Records, Linco - Formatos: CD, download digital |
| Phum Viphurit on Audiotree Live | - Lançamento: 15 de outubro de 2019 - Gravadora: Audiotree - Formatos: download digital              |

### Singles
| Single                                                          | Ano  | Álbum               |
| --------------------------------------------------------------- | ---- | ------------------- |
| "Adore"                                                         | 2014 | Manchild            |
| "Trial and Error"                                               | 2015 | Manchild            |
| "Run"                                                           | 2016 | Manchild            |
| "Strangers in a Dream"                                          | 2016 | Manchild            |
| "The Art of Detaching One's Heart" (com Jenny & The Scallywags) | 2016 | Manchild            |
| "Long Gone"                                                     | 2017 | Manchild            |
| "Lover Boy"                                                     | 2018 | Bangkok Balter Club |
| "Hello, Anxiety"                                                | 2019 | Bangkok Balter Club |
| "Softly Spoken"                                                 | 2020 | Bangkok Balter Club |

### Aparições como convidado
| Título         | Ano  | Outro(s) artista(s)       | Álbum                 |
| -------------- | ---- | ------------------------- | --------------------- |
| "Lover Boy 88" | 2018 | 88rising, Higher Brothers | Head in the Clouds    |
| "Dream Away"   | 2018 | Stuts                     | Eutopia               |
| "Strange Land" | 2019 | 88rising, NIKI            | Head in the Clouds II |